# Pola śmierci (film)
Pola śmierci (ang. The Killing Fields) – brytyjski dramat wojenny z 1984 roku, którego fabułę oparto na historii z książki Sydneya Schanberga, The death and life of Dith Pran. Film opowiada o losach i przyjaźni dwóch dziennikarzy: Sydneya Schanberga, korespondenta dziennika „The New York Times” oraz współpracującego z nim, jako tłumacz i przewodnik, Ditha Prana. Zdjęcia kręcono w Tajlandii, Toronto i Nowym Jorku.

## Fabuła
Akcja filmu rozpoczyna się 7 sierpnia 1973 w stolicy Kambodży Phnom Penh, dzień po omyłkowym zbombardowaniu przez amerykańskie wojsko wioski Neak Luong. Schanberg za wszelką cenę chce dostać się na miejsce tragedii, by napisać stamtąd reportaż. Dzięki Pranowi, któremu udaje się przekupić patrol rzeczny, docierają tam wojskową łodzią. Na miejscu jednak zostają aresztowani przez patrol wojsk rządowych, gdy próbują przeszkodzić żołnierzom w wykonaniu egzekucji na dwóch złapanych Czerwonych Khmerach. Z aresztu zwolnieni zostają, dopiero gdy powiadomione wojsko amerykańskie, chcąc przedstawić własną wersję wydarzeń, przywozi do wioski innych reporterów.
Kiedy Czerwoni Khmerzy rozpoczynają ofensywę, a jednostki amerykańskie wycofują się z Kambodży, Schanberg załatwia możliwość ewakuacji rodzinie Prana. Ten jednak postanawia pozostać w objętym wojną domową kraju, wysyłając do Stanów żonę i dzieci.
Po przejęciu w kwietniu 1975 przez Czerwonych Khmerów władzy nad stolicą, Schanberg, Pran oraz Jon Swain i Al Rockoff udają się do szpitala, po opuszczeniu którego zostają aresztowani przez oddział Czerwonych Khmerów. Pranowi udaje się jednak przekonać żołnierzy i dziennikarze zostają uwolnieni.
Czerwoni Khmerzy rozpoczynają wysiedlanie Phnom Penh, Schanberg i Pran wraz z innymi dziennikarzami przenoszą się do ambasady francuskiej. Wszyscy obcokrajowcy mają jednak opuścić Kambodżę. Schanberg ze Swainem i Rockoffem próbują sfałszować dla Prana paszport brytyjski, jednak im się to nie udaje. Schanberg wraz z zagranicznymi dziennikarzami opuszcza opanowany przez Czerwonych Khmerów kraj, a Pran zostaje wywieziony do obozu pracy.
Schanberg rozsyła prośby o pomoc w odnalezieniu Prana do organizacji międzynarodowych oraz pomaga jego rodzinie mieszkającej teraz w San Francisco.
Pran, przebywając w obozie pracy, widzi zabójstwa dokonywane na ludziach, którzy przyznają się do swojego wykształcenia czy wygodnego życia przed dojściem do władzy Czerwonych Khmerów. Kiedy próbuje pożywić się krwią krów, zostaje złapany przez strażników, od śmierci ratuje go chłopak, niegdyś żołnierz wojsk rządowych, którego poznali razem z Schanbergiem.
Po pewnym czasie Pran postanawia uciec z obozu, udaje mu się to. W czasie ucieczki trafia na „pola śmierci”, gdzie widzi zbrodnie dokonane przez Czerwonych Khmerów.
Za reportaże pisane z Kambodży Schanberg otrzymuje Nagrodę Pulitzera. Rockoff wymawia mu, że pozwolił zostać Pranowi w Kambodży, bo chciał zdobyć nagrodę.
Pran trafia do domu jednego z dowódców Czerwonych Khmerów, gdzie opiekuje się jego kilkuletnim synem. Dowódca prosi Prana, by opiekował się jego synem, sam wkrótce ginie zabity przez młodych żołnierzy.
Pran zabiera dziecko i wraz z kilkoma mieszkańcami wioski próbuje uciec z Kambodży. W czasie ucieczki jeden z nich oraz dziecko giną po wejściu na minę. Pran próbuje dalej, już samotnie, dotrzeć do granicy z Tajlandią. Udaje mu się to w październiku 1979. Schanberg jedzie do Tajlandii, by zabrać przyjaciela do Stanów.

## Obsada
- - Sam Waterston jako Sydney Schanberg(inne języki)
  - Haing S. Ngor jako Dith Pran
  - John Malkovich jako Al Rockoff(inne języki)
  - Julian Sands jako Jon Swain(inne języki)
  - Spalding Gray jako konsul

## Nagrody
- (nominacja) Oscar najlepszy film 1985
- (nominacja) Złoty Glob najlepszy dramat 1985
- BAFTA najlepszy film 1985
- Sam Waterston (nominacja) Oscar najlepszy aktor 1985
- Sam Waterston (nominacja) BAFTA najlepszy aktor 1985
- Sam Waterston (nominacja) Złoty Glob najlepszy aktor 1985
- Chris Menges Oscar najlepsze zdjęcia 1985
- Chris Menges BAFTA najlepsze zdjęcia 1985
- Mike Oldfield (nominacja) BAFTA najlepsza muzyka 1985
- Mike Oldfield (nominacja) Złoty Glob najlepsza muzyka 1985
- Roland Joffé (nominacja) Oscar najlepszy reżyser 1985
- Roland Joffé (nominacja) Złoty Glob najlepszy reżyser 1985
- Roland Joffé (nominacja) BAFTA najlepszy reżyser 1985
- Roland Joffé (nominacja) Cezar najlepszy film zagraniczny 1985
- Roy Walker (I) BAFTA najlepsza scenografia 1985
- Bruce Robinson (I) BAFTA najlepszy scenariusz - adaptacja 1985
- Bruce Robinson (I) (nominacja) Złoty Glob najlepszy scenariusz 1985
- Haing S. Ngor Oscar najlepszy aktor drugoplanowy 1985
- Haing S. Ngor BAFTA najlepszy aktor 1985
- Haing S. Ngor BAFTA najlepszy debiut 1985
- Haing S. Ngor Złoty Glob najlepszy aktor drugoplanowy 1985

## Ciekawostki
W jednym z wywiadów Al Rockoff zaprzecza istnieniu sceny z podrabianiem paszportu w wersji, jaka została pokazana w filmie. 